# Носач авиона Адмирал Кузњецов
Адмирал флоте Совјетског Савеза Кузњецов (рус. Адмирал флота Советского Союза Кузнецов), раније Рига, потом Леонид Брежњев, потом Тбилиси, је тренутно једини активни руски носач авиона. Адмирал Кузњецов је изграђен и поринут за морнарицу Совјетског Савеза, и требало је да буде први носач авиона своје класе. Међутим, направљен је још само један носач авиона ове класе, Варјаг, који никада није поринут, а који је Украјина продала Кини, под условом да се не користи у војне сврхе.
Адмирал Кузњецов је добио име по Адмиралу флоте Совјетског Савеза, Николају Герасимовичу Кузњецову. Брод је прво носио име Рига, да би му у новембру 1982. било промијењено име у Леонид Брежњев, у августу 1987. поново му је промијењено име у Тбилиси. Садашње име добио је 4. октобра 1990. Брод је у потпуности функционалан од 1995. године.